# Kochosa obelix
Espèce
Kochosa obelix est une espèce d'araignées aranéomorphes de la famille des Lycosidae.

## Distribution
Cette espèce est endémique d'Australie-Occidentale. Elle se rencontre dans les parcs nationaux des monts Stirling et de la rivière Fitzgerald et vers Crowea.

## Description
Le mâle holotype mesure 4,37 mm et la femelle paratype 5,08 mm, les mâles mesurent de 4,37 à 4,81 mm et les femelles de 5,08 à 5,82 mm.

## Systématique et taxinomie
Cette espèce a été décrite Framenau, Castanheira et Yoo en 2023.

## Étymologie
Cette espèce est nommée en référence à Obélix.

## Publication originale
- Framenau, Castanheira & Yoo, 2023 : « The artoriine wolf spiders of Australia: the new genus Kochosa and a key to genera (Araneae: Lycosidae). » Zootaxa, no 5239(3), p. 301-357.